# Stade de Rejiche
Stade de Rejiche – stadion sportowy w Rejiche, w Tunezji. Obiekt może pomieścić 1000 widzów. Swoje spotkania rozgrywają na nim piłkarze klubu AS Rejiche.